# Хиперспектрално снимање
Хиперспектрално снимање је процес снимања објеката у великом делу електромагнетског спектра. За разлику од људског ока, које може да региструје само видљиву светлост, хиперспектралним снимањем може се, осим видљивог дела спектра, регистровати и ултраљубичасто и инфрацрвено подручје електромагнетског зрачења. На тај начин могу се разликовати различите нијансе боја, које би људском оку изгледале као једна боја.
Сада постоје сензори и системи за процесирање који имају исту способност снимања, за примену у агрикултури, минералогији, физици, системима за присмотру. Хиперспектрални сензори снимају објекте у широком делу електромагнетског спектра. Одређени објекти имају јединствене „отиске“ у електромагнетском спектру. Ови „отисци“ су познати као спектралне карактеристике, који омогућују идентификацију материјала који изграђују посматрани објект. На пример, спектралне карактеристике нафте помажу геолозима да пронађу нова лежишта. 

## Аквизиција и анализа
Хиперспектрани сензори бележе информације у облику скупа „снимака“. Сваки снимак представља део електромагнетског спектра, који се назива спектрални канал. Ови „снимци“ се затим комбинују, формирајући тродимензионалну хиперспектралну коцку, која служи за процесирање и анализу.
Хиперспектралне коцке генеришу се помоћу сензора, као што је сензор AVIRIS (Airborne Visible/Infrared Imaging Spectrometer), који је конструисала НАСА, или од сателита као што је Хиперион. Ипак, за многе студије се користе и ручни сензори овог типа.
Презизност ових сензора се обично мери спектралном резолуцијом, која представља величину сваког канала спектра који је снимљен. Ако скенер снима у великом броју релативно малих области таласних дужина, тада је могуће регистровати објекте једино ако су они снимљени у великом броју пиксела. Ипак, просторна резолуција представља додатак спектралној резолуцији. Ако је пиксел сувише велики, тада су различити објекти снимљени у оквиру истог пиксела, па постаје проблем идентификовати их. Ако је пиксел сувише мали, тада је енергија регистрована у сваком од пиксела мала, па је смањена поузданост мерених карактеристика.

## Разлике између хиперспектралног и мултиспектралног снимања
Разлике између хиперспектралног и мултиспектралног снимања су обично дефинисани као разлике у броју спектралних канала. Мултиспектрални подаци се састоје из десетина до стотина канала, док хиперспектрални подаци садрже стотине и хиљаде канала. Ипак, хиперспектрално снимање боље се може дефинисати помоћу начина на који се врши снимање. Хиперспектрални подаци су скуп граничних канала (обично од једног сензора). Мултирспектрални подаци су скуп оптимално одабраних спектралних канала, који обично нису гранични, и могу потицати од већег броја сензора.

## Примена
Хиперспектрална даљинска детекција нашла је своју примену у великом броју области. Иако је развијена за потребе геологије и рударства (због могућности хиперспектралног снимања да идентификује велики број минерала, идеално је за коришћење у рударској и нафтној индустрији), где се користе за истраживање лежишта минералних сировина и нафте, сада има широку примену у великом броју области, као што су екологија и надгледање, али и истраживања историјских рукописа. Ова технологија све више постаје доступна широком кругу истраживача, и користи се у све већем броју истраживања. Организације као што су НАСА и  имају каталоге великог броја минерала и њихових спектралних карактеристика, и постављају их на своје сајтове, чиме они постају доступни истраживачима. 

## Предности и мане
Предности хиперспектралног снимања је та што је у свакој тачки снимљен цео спектар, па оператер не мора да има предзнање о узорку. Процесирање ових снимака омогућава претраживање и коришћење свих информација које он садржи. 
Мане хиперспектралног снимања су висока цена и сложеност. За анализирање хиперспектралних података потребни су брзи рачунари, осетљиви детектори и велики капацитети за складиштење анализираних података. Потребни су велики простори за складиштење података, због чињенице да су хиперспектралне коцке велики мултидимензионални скупови података, који заузимају и стотине мегебајтова. Ови фактори умногоме увећавају цену аквизиције и процесирања хиперспектралних података. С обзиром на то да је још увек нова техника, још увек нису откривене све предност које има хиперспектрално снимање.